# Romina del Rey
Romina del Rey Tormos (Gandía, 1978) es una física e investigadora española, especializada en acústica aplicada, docencia y divulgación de la física.

## Trayectoria
Es doctora en Física aplicada desde 2009 y profesora titular en el Departamento de Física Aplicada de la Universidad Politécnica de Valencia (UPV) donde coordina el laboratorio de acústica. Desde 2019, es también profesora titular en el Departamento de Física Aplicada en la Escuela Politécnica Superior de Alcoy (EPSA), donde había sido profesora asociada desde 2014.
Ha realizado varias estancias predoctorales y postdoctorales en el Laboratorio de Acústica de la Universidad Austral de Chile, destacando la estancia de 2014, financiada por la Dirección de Investigación y Desarrollo de esa universidad tras obtener el primer puesto en el Concurso Internacional Visita de Investigadores. Sus investigaciones se centran en la acústica aplicada en el ámbito de la ingeniería civil. Ha llevado a cabo diversos proyectos centrados en el diseño de nuevos eco-materiales absorbentes acústicos, desarrollo de soluciones constructivas sostenibles, soluciones al ruido de tráfico rodado a partir de fibras naturales y materiales de bajo coste, estudio de la contaminación acústica, electromagnética y lumínica en Neonatos y tiene una patente por la invención "cortina de barrera frente a la luz, el ruido, al calor, al fuego y a las radiaciones electromagnéticas". Es autora de más de 50 trabajos científicos.
Del Rey ha participado en diversos programas de divulgación científica, enfocados especialmente en la promoción de las vocaciones STEM entre las mujeres, destacando su participación en iniciativas como la Semana de la Ciencia y el Día Internacional de la Mujer y la Niña en la Ciencia (11F). Además, ha combinado su carrera académica con la actividad política, desempeñándose como regidora y teniente-alcaldesa de Alquería de la Condesa entre 2007 y 2015 por el Partido Socialista del País Valenciano (PSOE-PSPV), gestionando las áreas de cultura, medio ambiente e igualdad.

## Reconocimientos
Del Rey ha sido reconocida en varias ocasiones por su labor investigadora. En 2006, recibió el Premio Andrés Lara a Jóvenes Investigadores, un reconocimiento que subraya su talento emergente en el ámbito científico. Años después, en 2013, su trabajo titulado "Medida de la temperatura con una botella" fue galardonado con el Premio al mejor artículo de notas de enseñanza y ensayo, otorgado por la Real Sociedad Española de Física y la Fundación BBVA, destacando su capacidad para comunicar conceptos complejos de manera accesible y didáctica.
En 2014, alcanzó el primer puesto en el Concurso Internacional Visita de Investigadores de la Universidad Austral de Chile, financiado por la Dirección de Investigación y Desarrollo, lo que le permitió realizar una estancia en dicha universidad y fortalecer su carrera internacional. Más recientemente, en 2021, fue premiada con el primer premio a la mejor comunicación científica por su investigación "Estudio de agresores vibroacústicos en unidades neonatales", un reconocimiento otorgado por la Associació per a la Investigació Sanitària a la Safor (AISSA), que subraya su compromiso con la investigación aplicada en el ámbito de la salud.

## Obra
- 2013 – Materiales absorbentes ecológicos para pantallas acústicas. VVAA. Publicacions universitat alacant. ISBN 9788497172745.